# Ramón Fonst Segundo
Ramón Fonst Segundo (L'Havana, Cuba 1883 - íd. 1959) fou un tirador d'esgrima cubà, guanyador de cinc medalles olímpiques. Conjuntament amb José Raúl Capablanca i Alfredo de Oro fou la figura esportiva més important de Cuba durant les primeres dècades del segle XX.

## Biografia
Va néixer el 31 de juliol de 1883 a la ciutat de l'Havana, població que en aquells moments formava part de l'Imperi Espanyol i que posteriorment va esdevenir capital de Cuba.
Va morir el 9 de setembre de 1959 a la seva residència de la capital cubana.

## Carrera esportiva
Va participar, als 16 anys, en els Jocs Olímpics d'Estiu de 1900 realitzats a París (França), on va aconseguir guanyar la medalla d'or en la prova individual d'espasa, en derrotar el francès Louis Perrée a la final. Amb aquesta victòria es convertí en el primer esportista llatinoamericà en guanyar un or olímpic. En aquests mateixos Jocs aconseguí guanyar la medalla de plata en la prova individual d'espasa amateurs-professionals. En els Jocs Olímpics d'Estiu de 1904 realitzats a Saint Louis (Estats Units) aconseguí revalidar la seva medalla en la prova individual d'espasa, guanyant així mateix una medalla d'or en la prova individual de floret i en la prova per equips de floret, si bé aquesta última sota la designació d'Equip Mixt. Participà vint anys després en els Jocs Olímpics d'Estiu de 1924 realitzats a París (França), si bé no tingué èxit en la seva participació en les proves individual i per equips d'espasa.
Entre 1941 i 1946 fou el president del Comitè Olímpic de Cuba